# Comandamentul Multinațional de Divizie Sud-Est al NATO de la București
Comandamentul Multinațional de Divizie Sud-Est al NATO (în limba engleză Headquarters Multinational Division South East, indicativ HQ MND-SE) de la București este o structură militară de nivel C2⁠(en)[traduceți] a NATO  aflată sub comanda operațională a Comandamentului Suprem al Forțelor Aliate din Europa și sub controlul operațional al Comandamentului Forțelor Aliate Întrunite al NATO de la Napoli⁠(en)[traduceți]. Integrat în Structura de Forțe a NATO⁠(de)[traduceți], a luat naștere prin transformarea în anul 2015 a Diviziei 1 Infanterie „Dacica” a Armatei României, România fiind o națiune cadru pentru această structură de comandă.
Are atât rolul de „de a fi în măsură să asigure comanda și controlul unei operații NATO de tip Articol 5 - Apărare Colectivă în flancul de sud-est al zonei de responsabilitate a NATO”, cât și pe cel de a interveni în transformarea și formarea capabilităților militare a României și Bulgariei. În subordinea sa se află Unitățile de Integrare a Forțelor Nato din București (România)  și din Sofia (Bulgaria), precum și Brigada Multinațională Sud-Est de la Craiova, iar Brigada 2 Mecanizată din Stara Zagora (Bulgaria) are calitatea de mare unitate afiliată Comandamentului

## Istoric

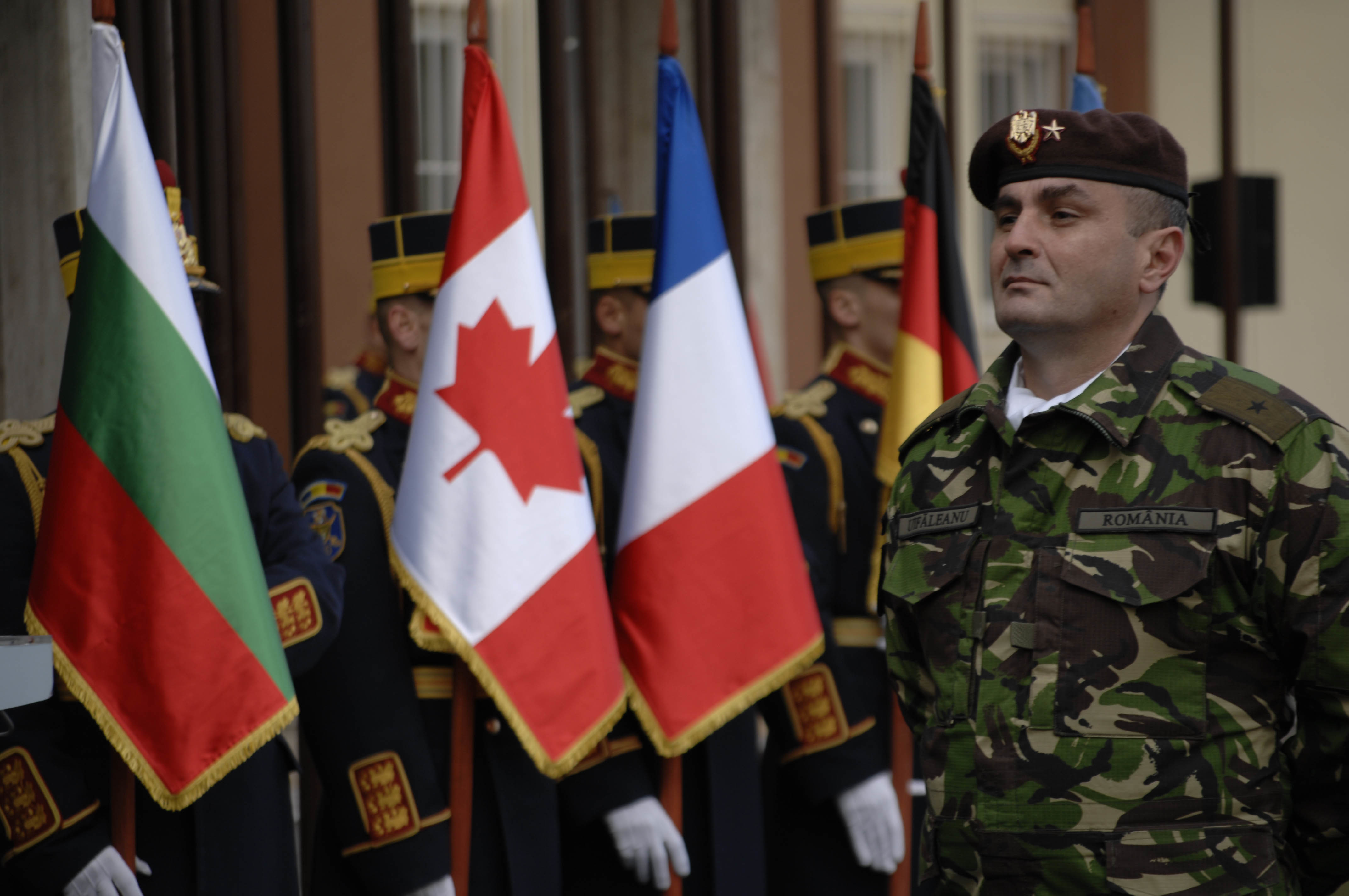
Generalul de brigadă Ovidiu Uὶfăleanu în timpul ceremoniei de activare a HQ MND-SE din București, România, 1 decembrie 2015.

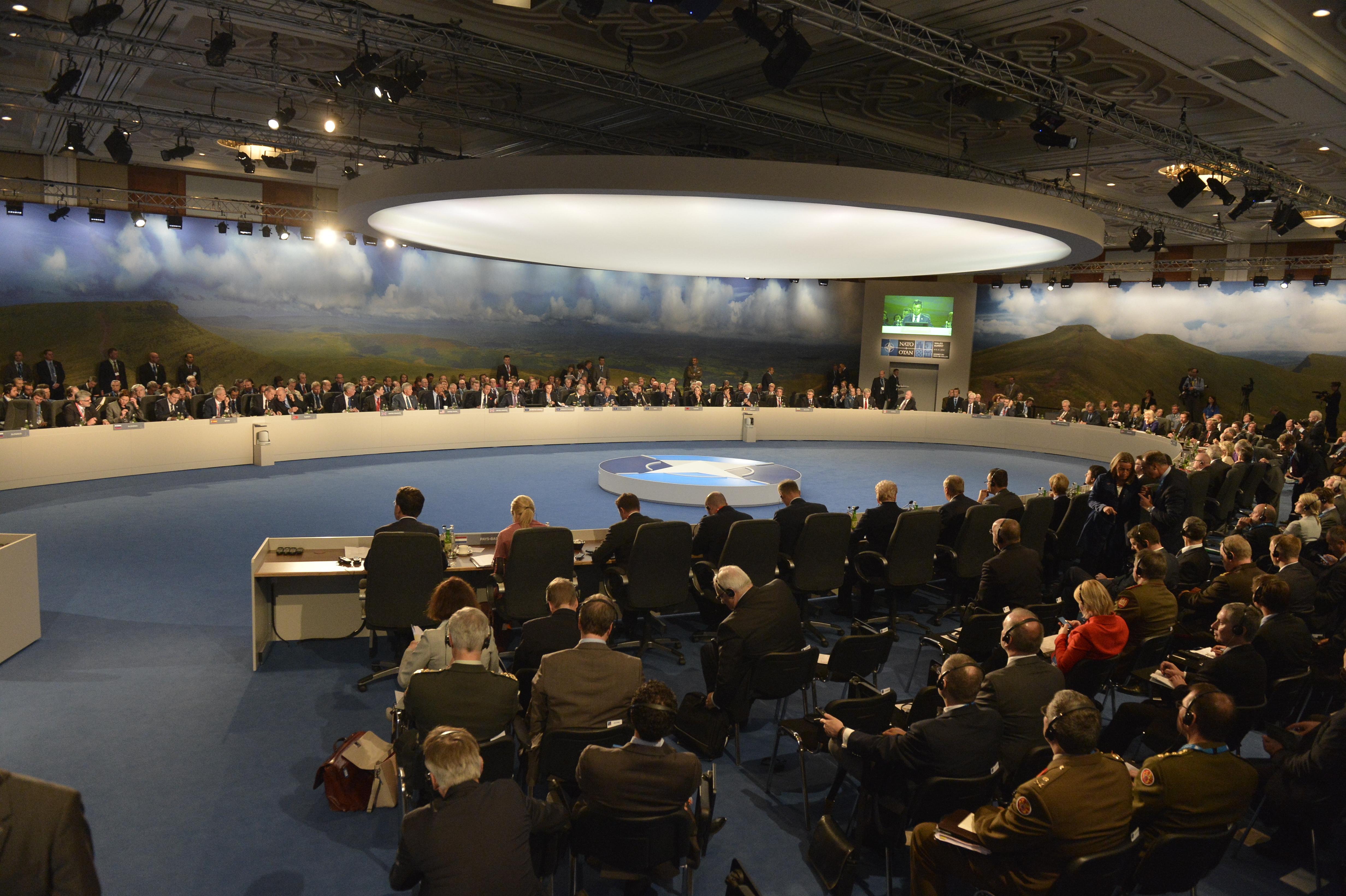
Reuniune a Consiliului Atlanticului de Nord cu șefii de stat, în timpul summitului NATO desfășurat la Newport, Țara Galilor (septembrie 2014).

Constituirea Comandamentului Multinațional de Divizie Sud-Est al NATO este o expresie a adoptării unui set de măsuri convenit la Summitul NATO din Țara Galilor din 2014⁠(en)[traduceți]. Aici s-a decis elaborarea unui plan de creștere a capacității operaționale a Alianței (în engleză Readiness Action Plan, acroniam RAP) și în acest context, România s-a oferit să constituie și să operaționalizeze HQ MND SE, iar Parlamentul României a aprobat înființarea acesteia prin Hotărârea nr. 32 din 23 iunie 2015.
Comandamentul a luat naștere prin transformarea la 1 septembrie 2015 a Diviziei 1 Infanterie „Dacica” a Armatei României, devenind operațional în iulie 2016 și atingându-și potențialul operațional maxim în mai 2018.

## Context și rol

### Context
Conform Președinției României, constituirea sa s-a inclus scopului de contracarare, în zona de sud-est a Flancului Estic al NATO, a amenințării sporite reprezentată de acțiunile Federației Ruse în contextul crizei din Ucraina, fiind o expresie a reconfigurării posturii militare strategice de apărare și de descurajare a Alianței.
După Summitul NATO de la Varșovia din 2016⁠(en)[traduceți], Comandamentul s-a integrat poziționării Prezenței Înaintate Adaptate (în engleză NATO Tailored Forward Presence, acronim tFP) în România și Bulgaria, măsură de întărire militară a celor două state din NATO neexpuse, la acel moment, unui potențial atac direct al Federației Ruse. În timp, rolul său s-a inclus asigurării Prezenței Avansate Consolidate a Alianței⁠(en)[traduceți] (în engleză NATO Enhanced Forward Presence, acronim eFP) în areal.

### Rol

Flancul Estic al NATO.

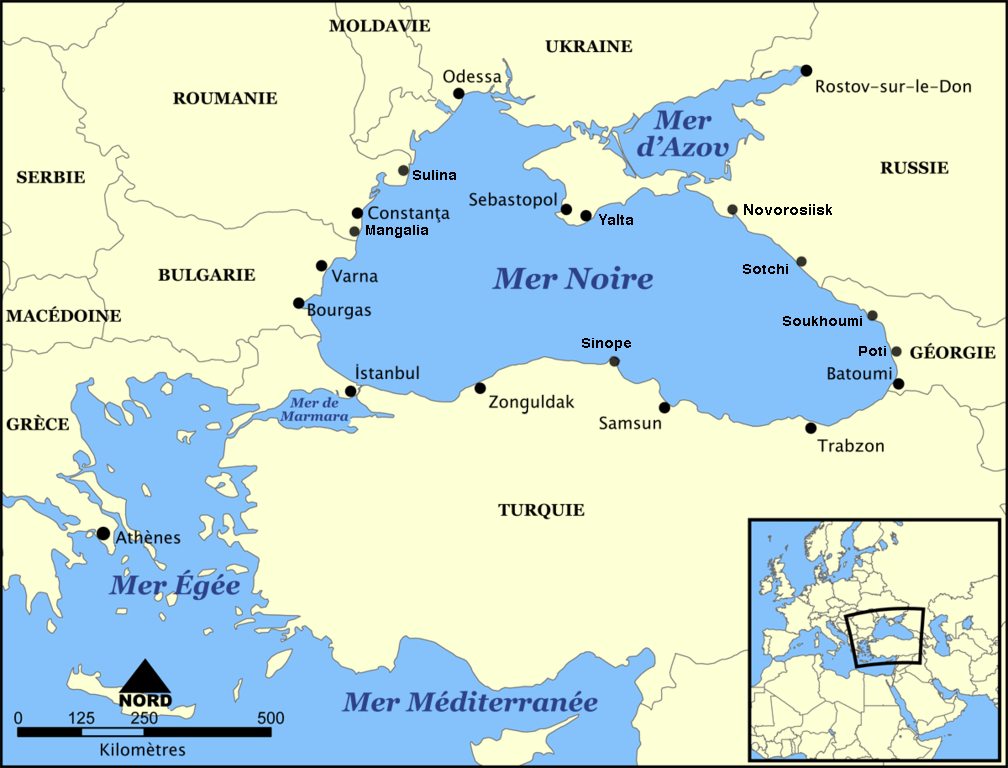
În viziunea CEPA, este necesar ca HQ MND SE să se includă arhitecturii de securitate a NATO din Zona Mării Negre.

Este o structură de nivel C2⁠(en)[traduceți] cu funcție tactică. Rolul său este de „de a fi în măsură să asigure comanda și controlul unei operații NATO de tip Articol 5 - Apărare Colectivă în flancul de sud-est al zonei de responsabilitate a NATO”. Conform NATO, constituirea sa este o măsură de pregătire a desfășurării de forțe militare și urmărește, în acest context, creșterea disponibilității în ce privește desfășurarea rapidă a acestora.
Comandamentul Multinațional are de asemenea ca responsabilitate, în România și Bulgaria, să întervină în transformarea și formarea capabilităților militare a celor două țări țări. Cu acest scop, conduce în zona sa geografică de responsabilitate, un program comun de pregătire cu o serie de unități militare națioanale românești și afiliate, din Bulgaria.
În viziunea Center for European Policy Analysis, în ce privește arhitectura de securitate a Zonei Mării Negre, în intenție Comandamentul Multinațional de Divizie Sud-Est este necesar să completeze arhitectura aliată C2 din areal.
Statutul Comandamentului Multinațional de Divizie este cel al unui comandament militar internațional NATO. Dislocarea sa în misiuni în afara teritoriului României se face la ordinul autorităților NATO abilitate.
Nu în ultimul rând, operaționalizând comandamentele multinaționale de brigadă de la Craiova și de divizie de la București, România a învățat să construiască și să activeze astfel de comandamente ca parte a structurii de forțe NATO, să discute și să rezolve chestiunile legale și de politică militară care țin de astfel de structuri.

## Structură

Stema Allied Joint Force Command Naples.

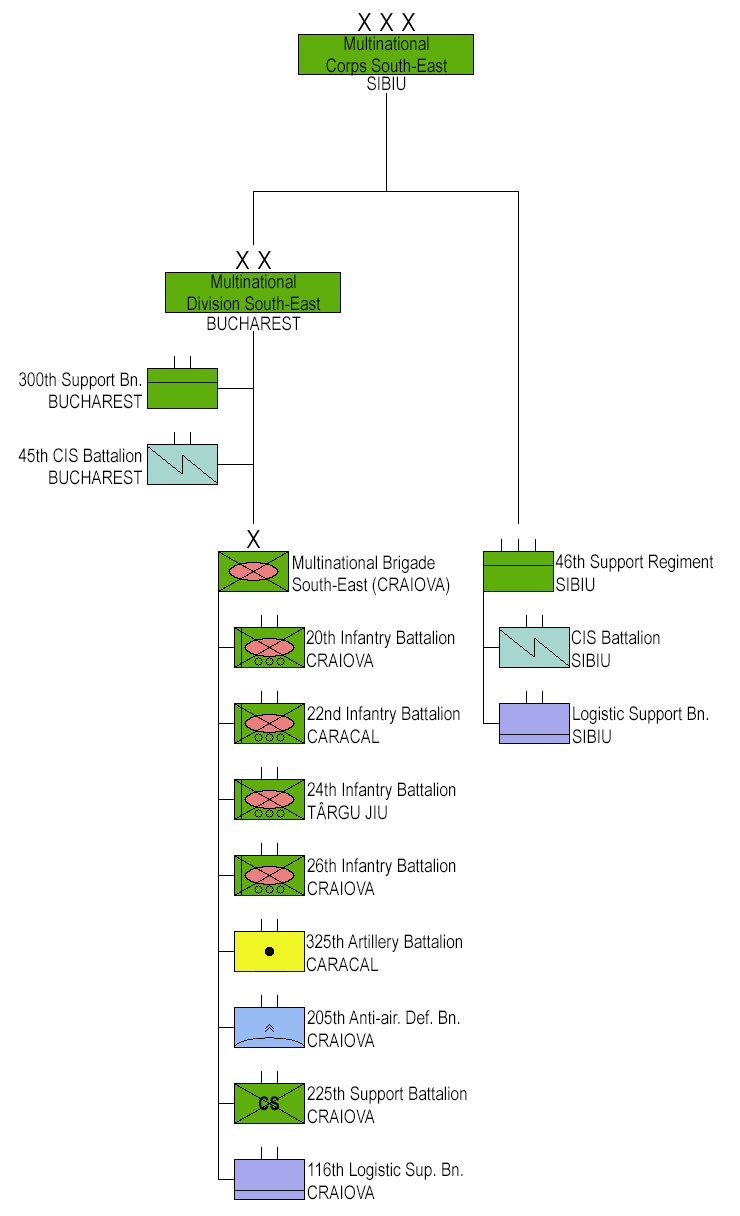
Integrarea MND-SE la începutul anului 2023.

Este un organism militar Integrat în Structura de Forțe a NATO⁠(de)[traduceți] a  NATO, activat de către Consiliul Nord Atlantic⁠(en)[traduceți] (în engleză North Atlantic Council, acronim NAC). Se află sub comanda operațională a Comandamentului Suprem al Forțelor Aliate din Europa și controlul operațional al Comandamentului Forțelor Aliate Întrunite al NATO de la Napoli⁠(en)[traduceți]. Sediul comandamentului se află în București pe Șoseaua Antiaeriană în cazarma Diviziei 1 Infanterie.
România este o națiune cadru pentru această structură de comandă, dar militarii săi provin din 14 țări contribuitoare înafară de România: Albania, Bulgaria, Canada, Franța, Germania, Grecia, Marea Britanie, Polonia, Portugalia, Slovacia, Spania, Turcia, Ungaria, și Statele Unite ale Americii. În calitate de națiune cadru, România asigură cea mai mare parte a personalului comandamentului (în 2019, din totalul de 280 de militari doar 42 erau străini), precum și majoritatea finanțării (peste 70% în 2019).
Numărul personalului încadrat de comandament era în anul 2019 de 280, acesta având ca suport două batalioane de sprijin: unul de comunicații și unul de sprijin logistic, ambele unități aparținând Forțelor Terestre Române. Din Bulgaria, Brigada 2 Mecanizată din Stara Zagora are calitatea de mare unitate afiliată Comandamentului.
În subordinea Comandamentului Multinațional de Divizie se află Unitățile de Integrare a Forțelor Nato din București , România și din Sofia, Bulgaria, precum și Brigada Multinațională Sud-Est de la Craiova.